# Philippodexia longipes
Philippodexia longipes là một loài ruồi trong họ Tachinidae.